# Inevitabile
Inevitabile è il terzo singolo estratto dall'album Dietro le apparenze di Giorgia, in rotazione radiofonica dal 18 novembre 2011. Porta la firma di Eros Ramazzotti.

## Il brano
Il brano è contenuto nell'ottavo album di inediti di Giorgia, Dietro le apparenze, è un duetto con Eros Ramazzotti, che ne ha curato musica e testo. Inevitabile è entrato nella classifica dei singoli più venduti alla posizione 26 la settimana successiva al lancio del disco, pur non essendo stato estratto come singolo. Il brano è entrato in rotazione radiofonica il 18 novembre 2011.
Giorgia ha successivamente commentato il singolo Inevitabile in questo modo: “Cantare con Eros per me è stato un bellissimo regalo, tra noi c'è un legame affettivo forte. Mi ha seguito sempre, dall'inizio ad ora. Sono proprio felice di averlo incontrato di nuovo per questo disco, arrivato in un momento importante della mia vita e della mia carriera”.
Il 31 gennaio 2012 Inevitabile viene certificato da FIMI disco d'oro per le oltre 15 000 copie vendute. Successivamente, il 17 luglio 2012 il singolo viene certificato da FIMI disco di platino per le oltre 30 000 copie vendute.

## Il video
Il 15 dicembre 2011 viene pubblicato in anteprima assoluta (fino al 17 dicembre) il video di Inevitabile, girato da Gaetano Morbioli, e reso disponibile da MSN. Raffigura una storia d'amore e i cantanti davanti a un uguale sfondo bianco.

## Tracce
Download digitale
1. Inevitabile (feat. Eros Ramazzotti) – 3:55 – (Eros Ramazzotti, Adelio Cogliati, Luca Chiaravalli)

## Classifiche
| Classifica (2011-2)                 | Posizione massima |
| ----------------------------------- | ----------------- |
| Belgio (Fiandre)                    | 96                |
| Belgio (Vallonia)                   | 59                |
| Croazia International Airplay (HRT) | 5                 |
| Italia                              | 9                 |